# Thuoc
Thuoc (czyt. Tłok) – zespół rockowy grający mieszankę dźwięków (Rock, psycho, pop, electronic, gothic) założony pod koniec 1996 przez Jacka Borucza oraz Michała Glibowskiego w Warszawie, przez pierwszy rok działania grał pod nazwą Klucz. Zespół zagrał wiele koncertów w Polsce oraz Europie na przełomie lat 2002-2010 m.i na słynnej Wembley Arena w Londynie w roku 2008 podczas festiwalu zorganizowanym przez BANK PKO BP, obecnie działa jedynie jako projekt.

## Dyskografia
- 1998 – Po co mi mozg mam przeciez dres (PL)
- 2004 – The Liesongs
- 2006 – Frail Existence
- 2008 – Psychedelic romance (UK Edition)
- 2009 – The dying mind
- 2010 – So far from your dreams

## Kompilacje
- 2004 – Minimax 2 PL (compilation CD – Polish Radio 3) Piotr Kaczkowski[1][2]
- 2006 – Dark Mettings vol.II (DE)
- 2011 – Nie ma zagrożenia jest Dezerter - Tribute to Dezerter (Tribute to Dezerter)
- 2013 – Po drugiej Stronie Lustra (Tribute to Closterkeller)

## Skład zespołu
- Yacek – głos, gtr, klawisze, słowa
- Marrasso – bass
- Vitt – perkusja

## Pozostali muzycy
- Michał Glibowski – gtr (97-98/02)
- Andrzej Bether – perk (97)
- Marcin Bujakowski – bass (97)
- Michał Bieliński – bass (02/04)
- Marek Janiszewski – key (02-04)
- Piotr Winiarczyk – bass (01-02)
- Łukasz Łepkowski – perk (00-02)
- Grzegorz Flądrek – bass (00)
- Tomasz Smak – gtr (03-04)
- Karl Fergusson – gtr (08-10)
- Thomas McRudden – perk (08-10)
- Gareth Floyd – bass (08-10)
- Neil McCaughty – gtr (06-08)

## Nagrody i wyróżnienia
- 2 nagroda – Przegląd muzyczny PEPE 2003
- Minimax 2 PL - 6 miejsce na liście 30 TON – TVP1 – czerwiec 2004
- 2 nagroda – Przegląd muzyczny NON STOP Rock Łomża 2005
- Odkrycie festiwalu – Rock na Zamku, Ilża 2005